# هارولد هربرت كار
هارولد هربرت كار (بالإنجليزية: Harold Herbert Carr)‏ هو قاضي نيوزيلندي، ولد في 25 يناير 1880، وتوفي في 8 مارس 1973.